# لا بوست (فرنسا)
٨لا بوست هي شركة خدمات بريدية في فرنسا تعمل في متروبوليتان فرانس وكذلك في الإدارات الفرنسية الخمسة فيما وراء البحار والجمعية الخارجية لسان بيير وميكلون . بسبب الاتفاقيات الثنائية، تتحمل أيضًا مسؤولية خدمات البريد في موناكو من خلال لا بوست موناكو وفي أندورا إلى جانب شركة كوريوس الإسبانية.
تم إنشاء الشركة في عام 1991 في أعقاب تقسيم شركة التليفونات والتلغراف الفرنسية، وهي دائرة حكومية مسؤولة عن خدمات البريد والتلغراف والهاتف في فرنسا. تم تقسيم شركة التليفونات والتلغراف الفرنسية، التي تأسست عام 1879 ، بين لا بوست ، التي أصبحت مسؤولة عن الخدمة البريدية، و فرانس تليكوم ( Orange الآن) عن خدمات الاتصالات. تمت خصخصة شركة على الفور، لكن شركة لا بوست ظلت شركة عامة. ومع ذلك، في عام 1997 ، طلب توجيه الاتحاد الأوروبي 97/67 / EC من الدول الأعضاء أن «تفتح قطاع البريد بالكامل للمنافسة»  ، مما أدى إلى أن الحكومة الفرنسية سمحت لشركات الخدمات البريدية الخاصة في عام 2005 بتحويل لا بوست إلى هيئة عامة شركة مملوكة محدودة بالأسهم في عام 2010.

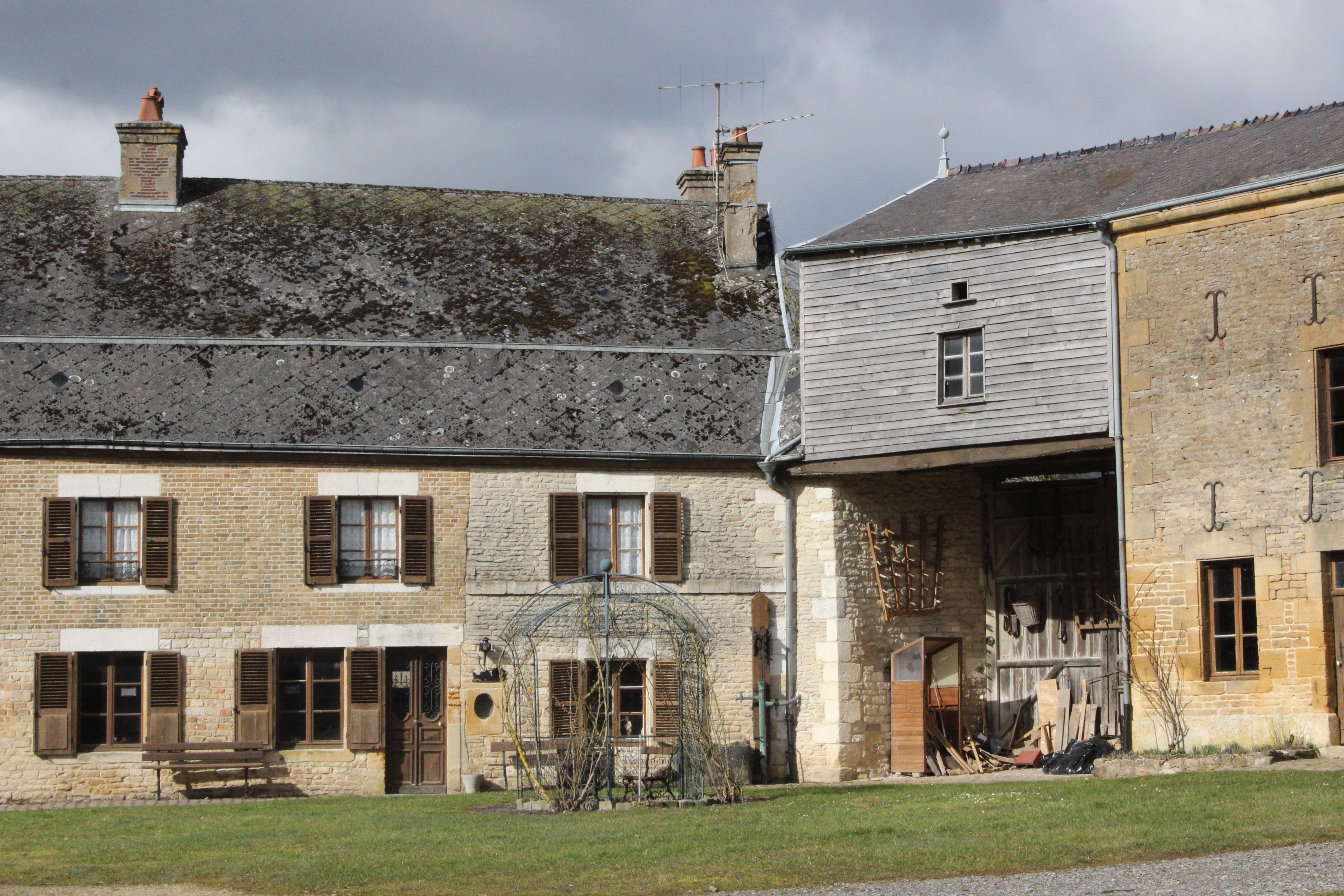
نزل التدريب في لونوا سور فينس.

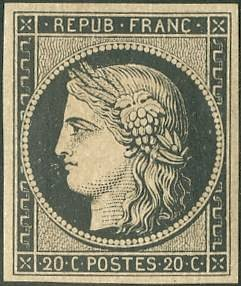
"Black Ceres" ، أول طابع يصدر في فرنسا.

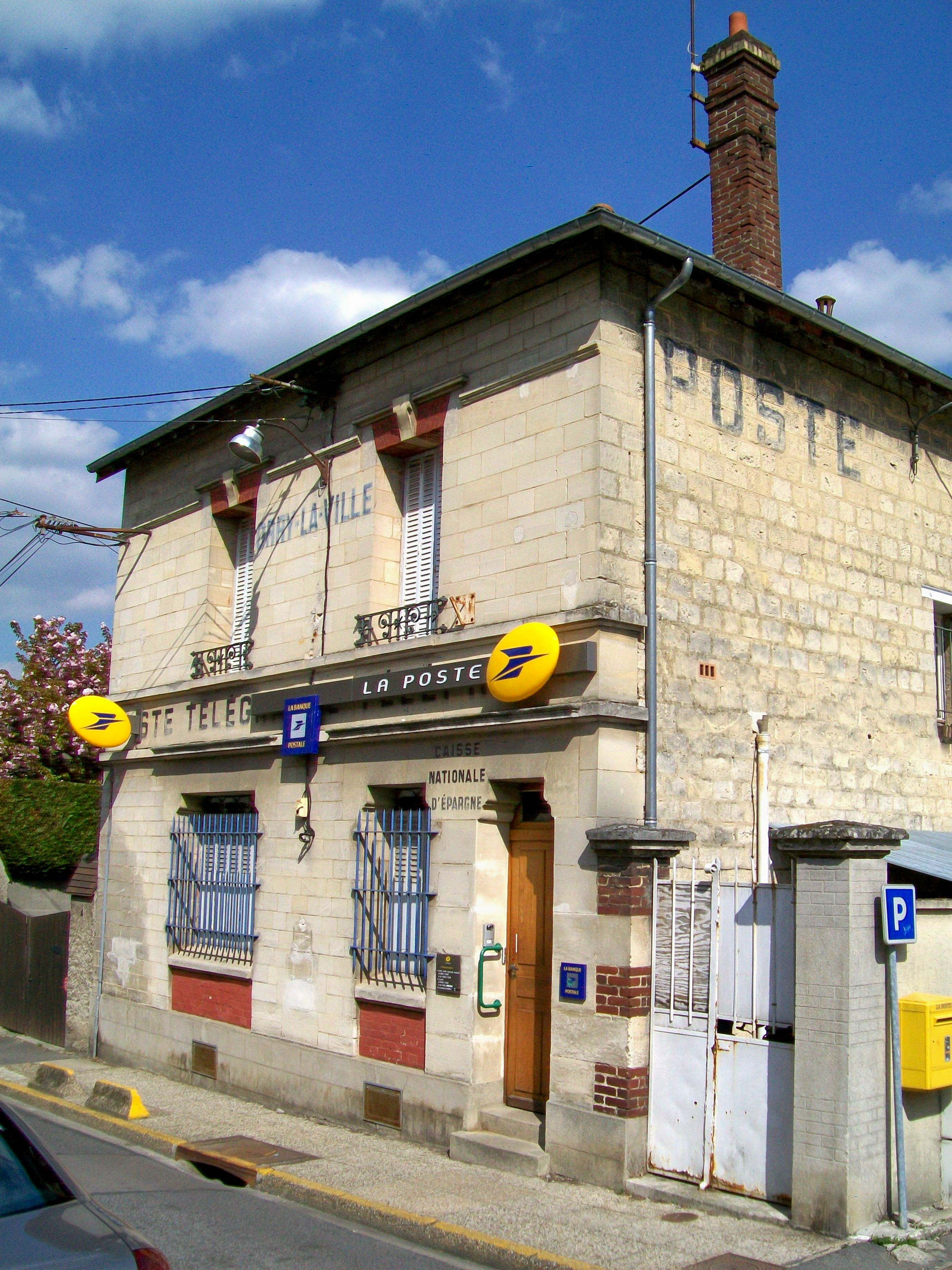
مكتب بريد فرنسي في عام 2011 في أوري-لا-فيل.

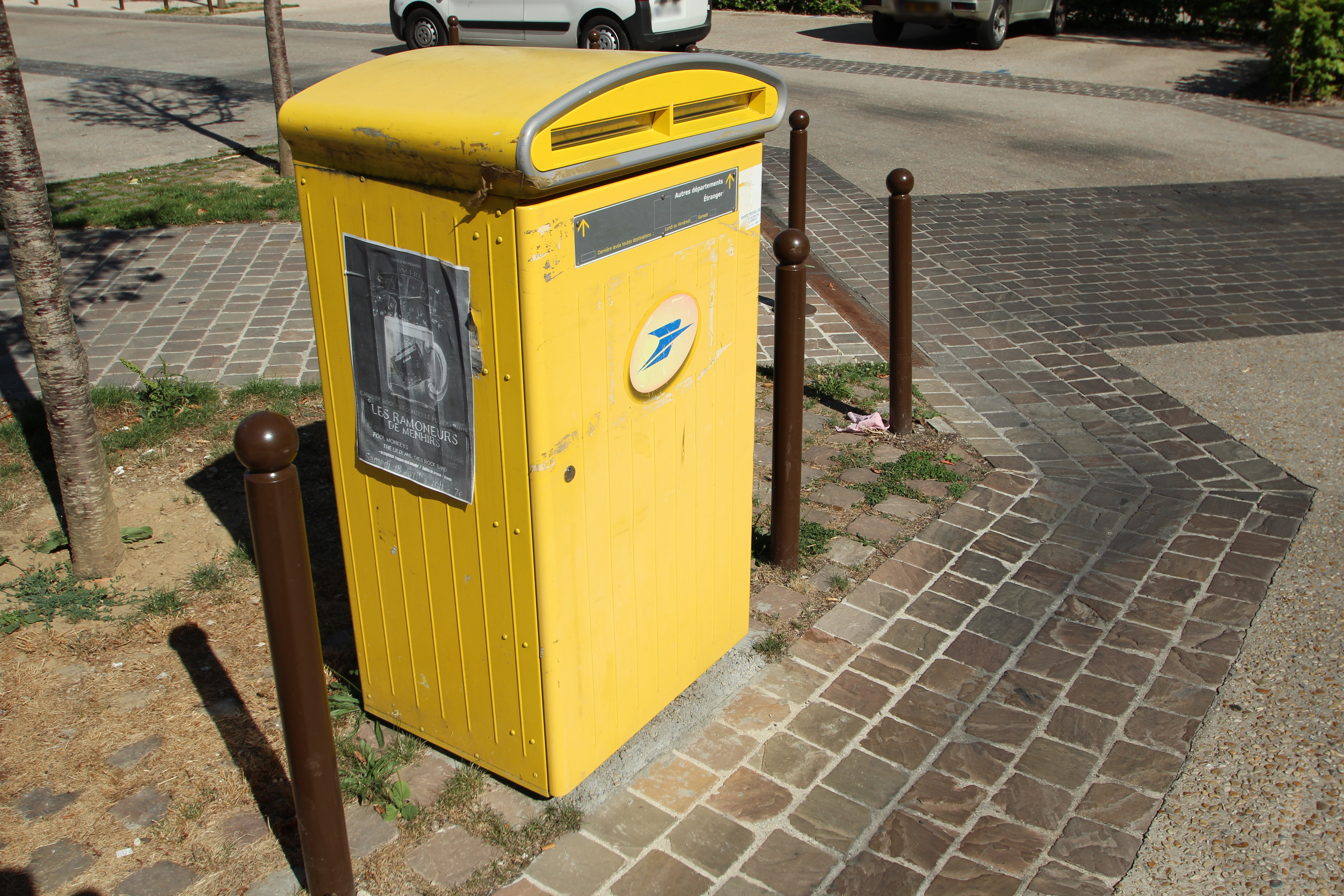
صندوق عمود معاصر في جيف سور يوفيت.

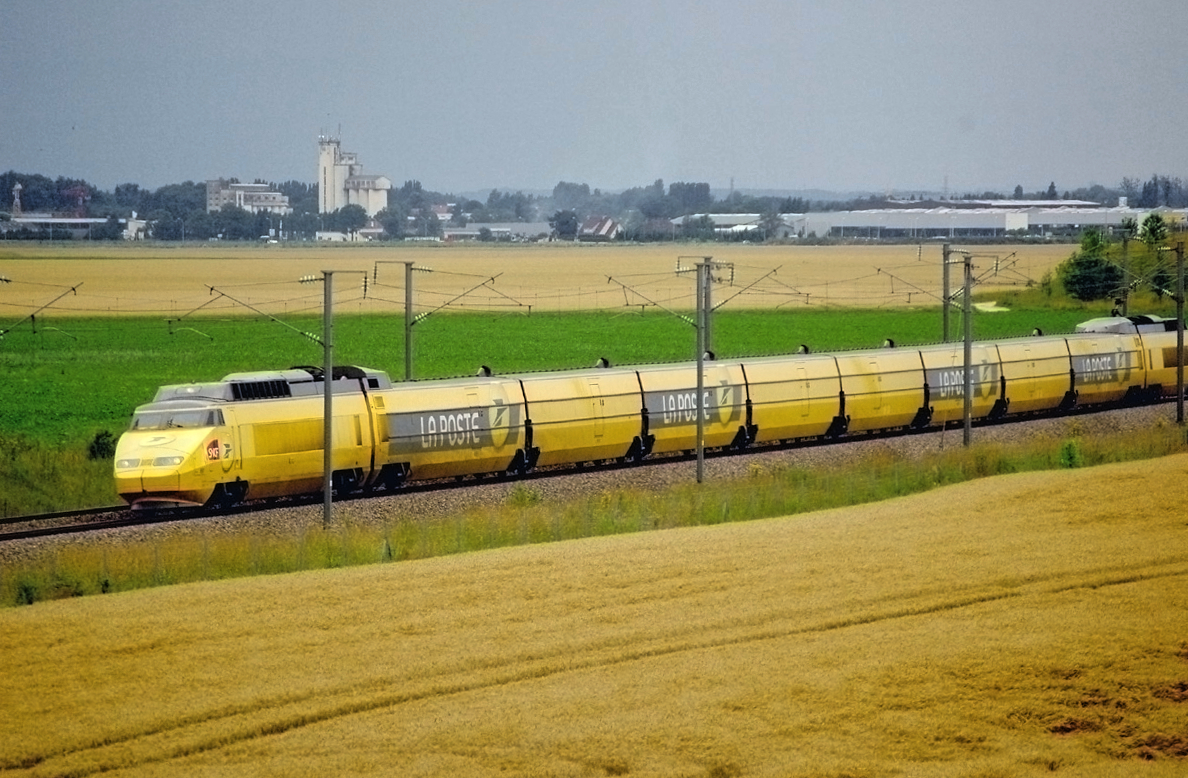
TGV البريدي (توقفت الخدمة في عام 2015).

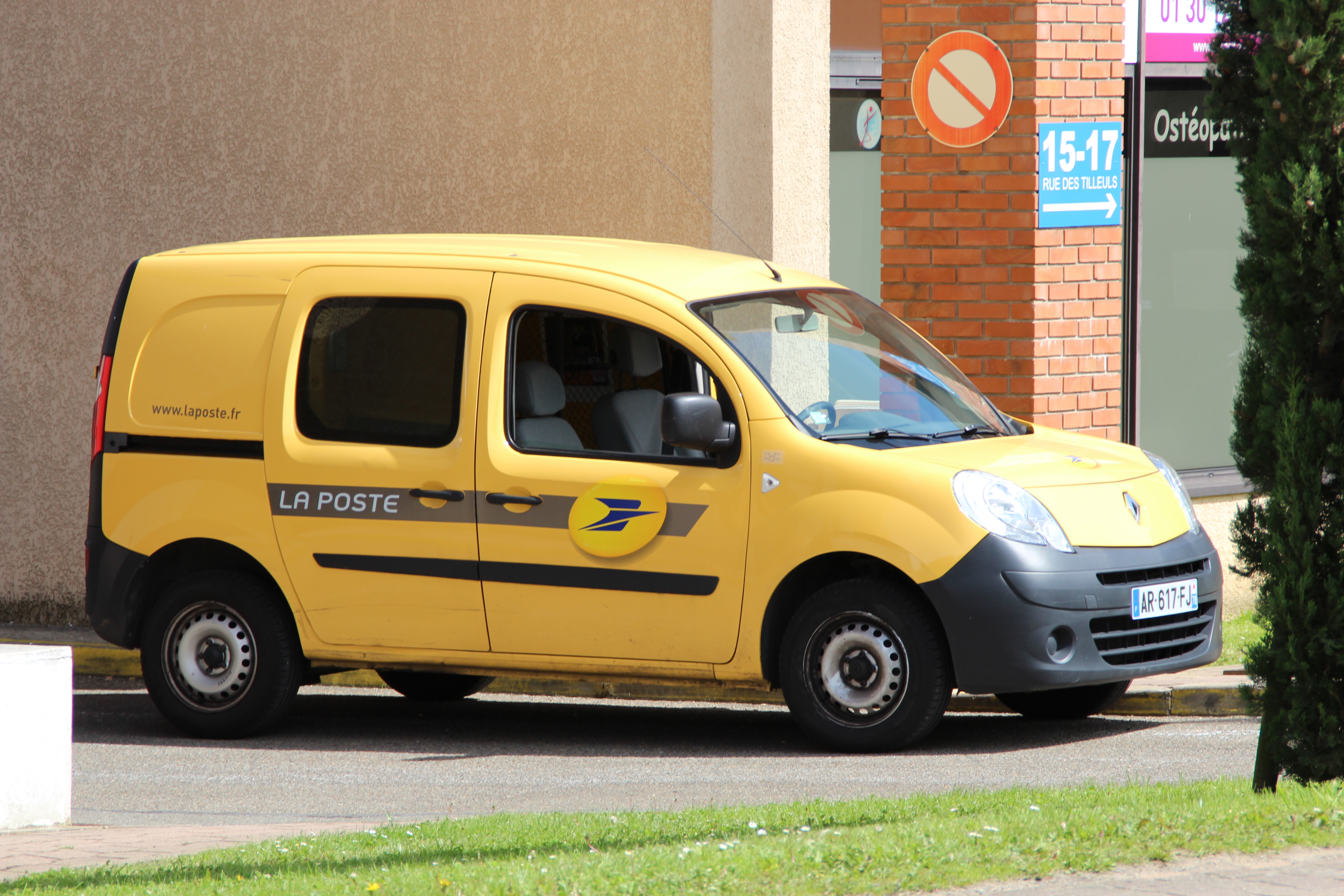
لا بوست كهربائي رينو كانجو.

## روابط خارجية
- موقع La Poste (بالفرنسية)
- الخدمات البريدية في فرنسا - في Discover France (الإنجليزية)
- صناديق البريد الفرنسية عبر العصور. نسخة محفوظة 5 مايو 2017 على موقع واي باك مشين. (الإنجليزية) نسخة محفوظة 5 مايو 2017 على موقع واي باك مشين.